# Тхакарам (ретрофлексный)
Тхакарам — 25-я буква алфавита малаялам, обозначает глухой ретрофлексный звук (IAST ). Составляет пару со звонким ഢ. Под влиянием тамильского языка и глухая, и звонкая согласные стали произноситься с меньшим напором воздуха, чем в санскрите. Акшара-санкхья — 2 (два). В малаяламско-русском словаре М. С. Андронова на ретрофлексной тхакарам начинается только три слова.
Огласовки: ഠാ — тха, ഠി — тхи, ഠീ — тхи, ഠു — тху, ഠൂ — тху, ഠൃ — тхру, ഠെ — тхэ, ഠേ — тхэ, ഠൈ — тхай, ഠൊ — тхо, ഠോ — тхо, ഠൗ — тхау